# لوئیس پوگ ایوانز
لوئیس پوگ ایوانز (انگلیسی: Lewis Pugh Evans; ۳ ژانویهٔ ۱۸۸۱ – ۳۰ نوامبر ۱۹۶۲) فرد نظامی اهل بریتانیا بود. وی همچنین برندهٔ جوایزی همچون صلیب ویکتوریا شده‌است.